# Nová radnice v Lehnici
Nová radnice v Lehnici byla postavena v roce 1905 v novorenesančním stylu. V současné době[kdy?] je sídlem městského úřadu.

## Historie
V důsledku vývoje města koncem 19. století bylo potřeba pořídit novou, větší radnici. Nové sídlo městského úřadu Lehnice vzniklo v letech 1902–1905 podle návrhu stavebního poradce Paula Öhlmanna. Budova je výsledkem realizace první části projektu, u kterého se původně předpokládala výstavba čtyřkřídlého komplexu se dvěma vnitřními nádvořími a monumentální věží. Stavba, pravděpodobně kvůli nedostatku finančních prostředků, nebyla nikdy dokončena.
Rozhodnutím hlavního konzervátora památek vojvodství ze dne 14. dubna roku 1981 byla budova zapsána do rejstříku památek.

## Architektura
Nová radnice je impozantní novorenesanční stavba ve tvaru písmene L. Budova má pět podlaží, dva vnější rizality a je přikryta sedlovou střechou s vikýři. Střecha je zakončena věžičkou sanktusníkem a bohatě zdobenými novorenesančními štíty. Sanktusník je přikryt bání s dvěma otvory. Fasády jsou bohatě zdobeny architektonickými detaily: arkýřovými okny, rustikou a okenními rámy. Sochařské detaily, zdobící severní arkýř, odkazují na minulost města. Na pilířích lodžie byli zobrazeni rytíři se znaky Slezska, Lehnice a Pruska. V horní části štítu byla umístěna kartuše se znakem města, na kterém jsou vidět dva zkřížené klíče. Nad ní je postava českého lva – heraldické zvíře Lehnice. Dva a půl poschoďové interiéry mají komunikační chodby a jsou uzavřeny valenými klenbami s lunetami. Budova je sídlem městského úřadu.

## Galerie

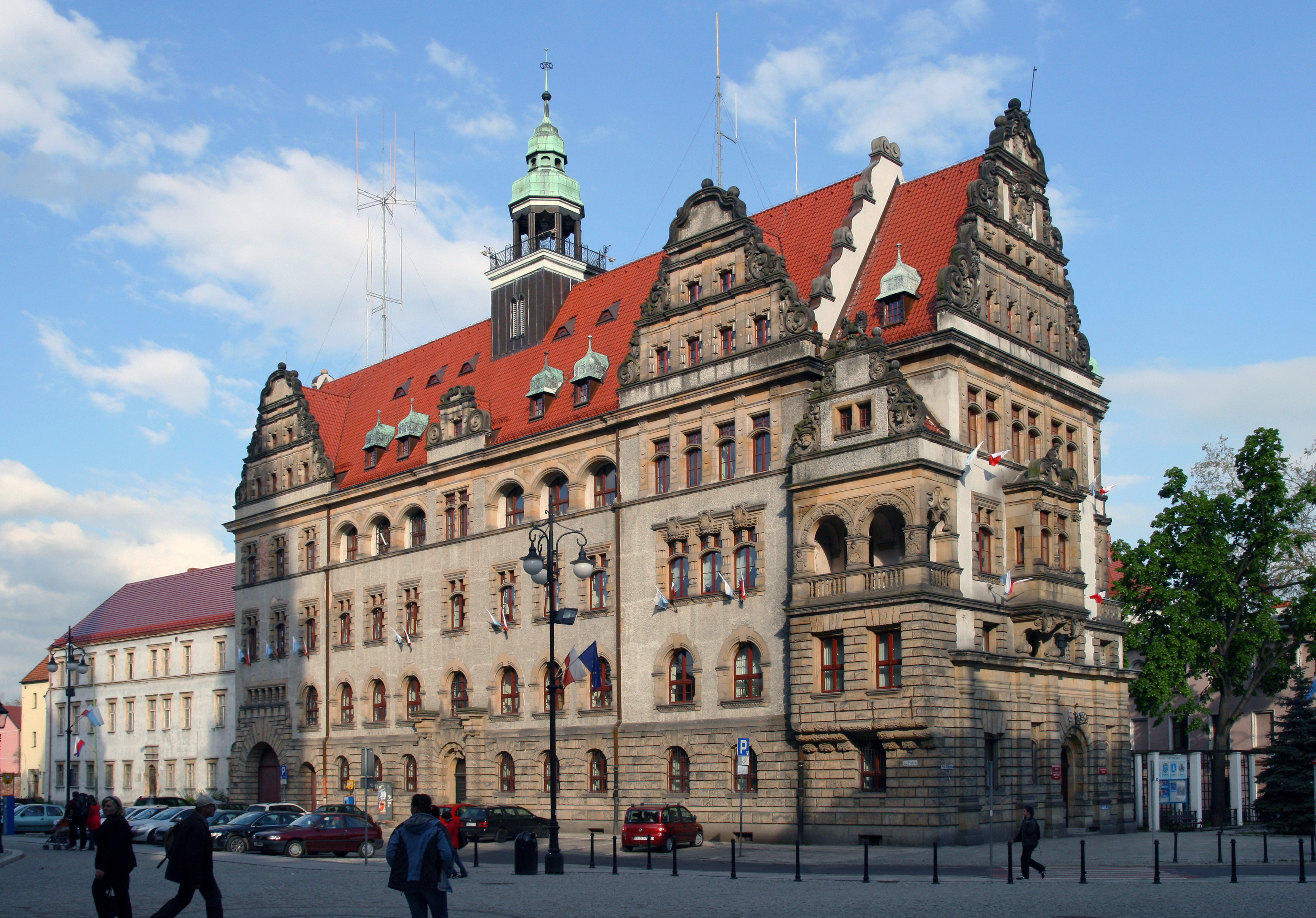
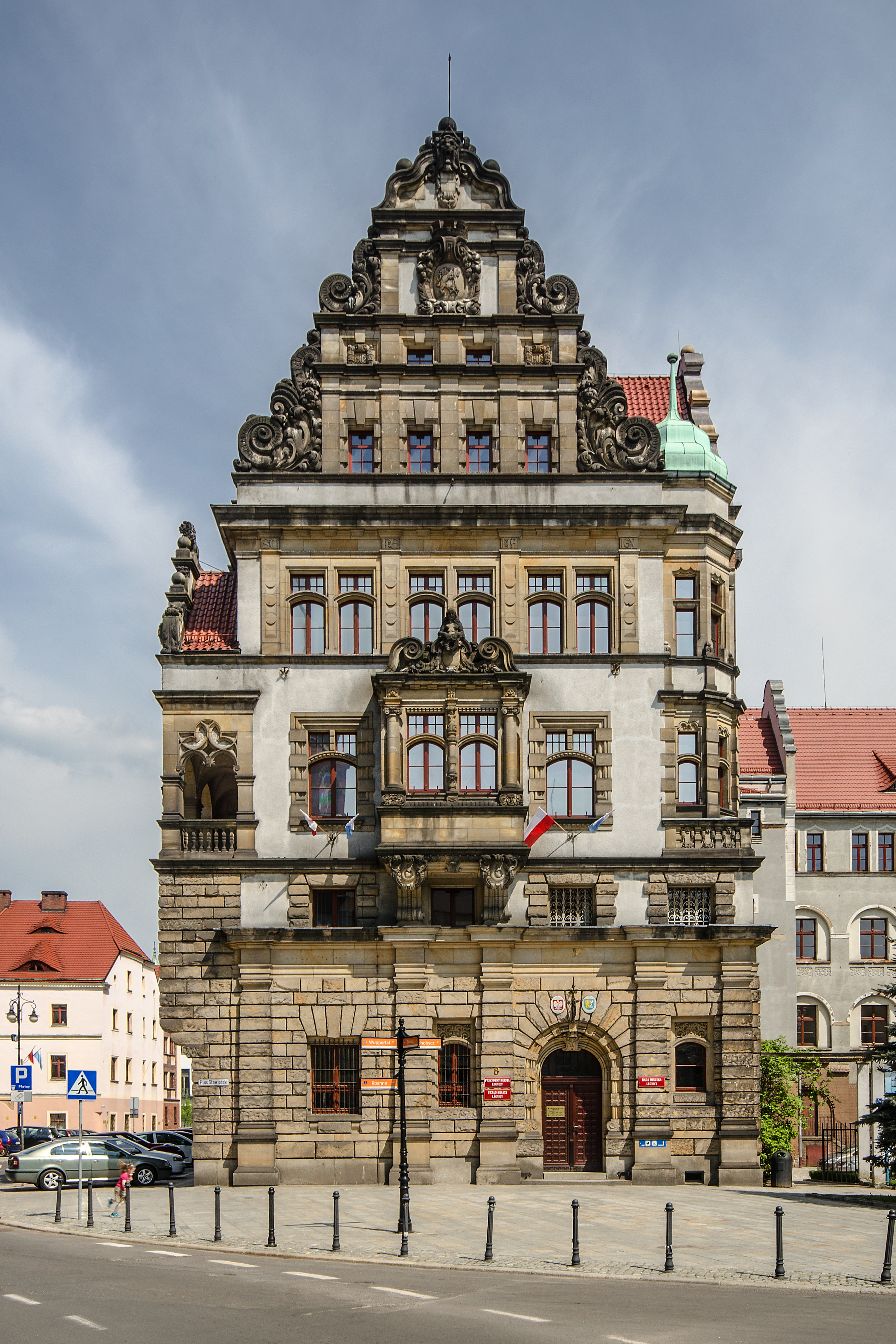
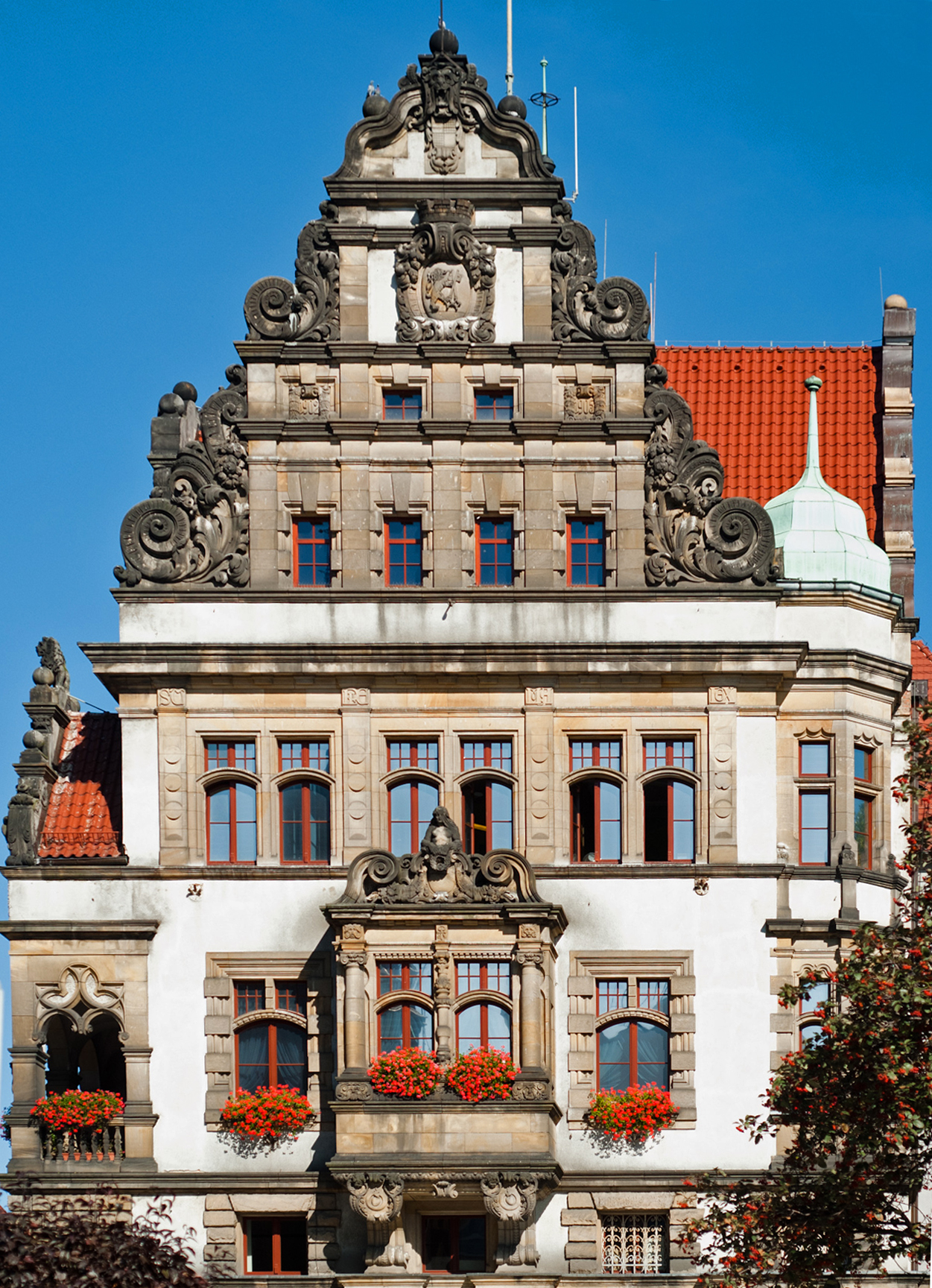
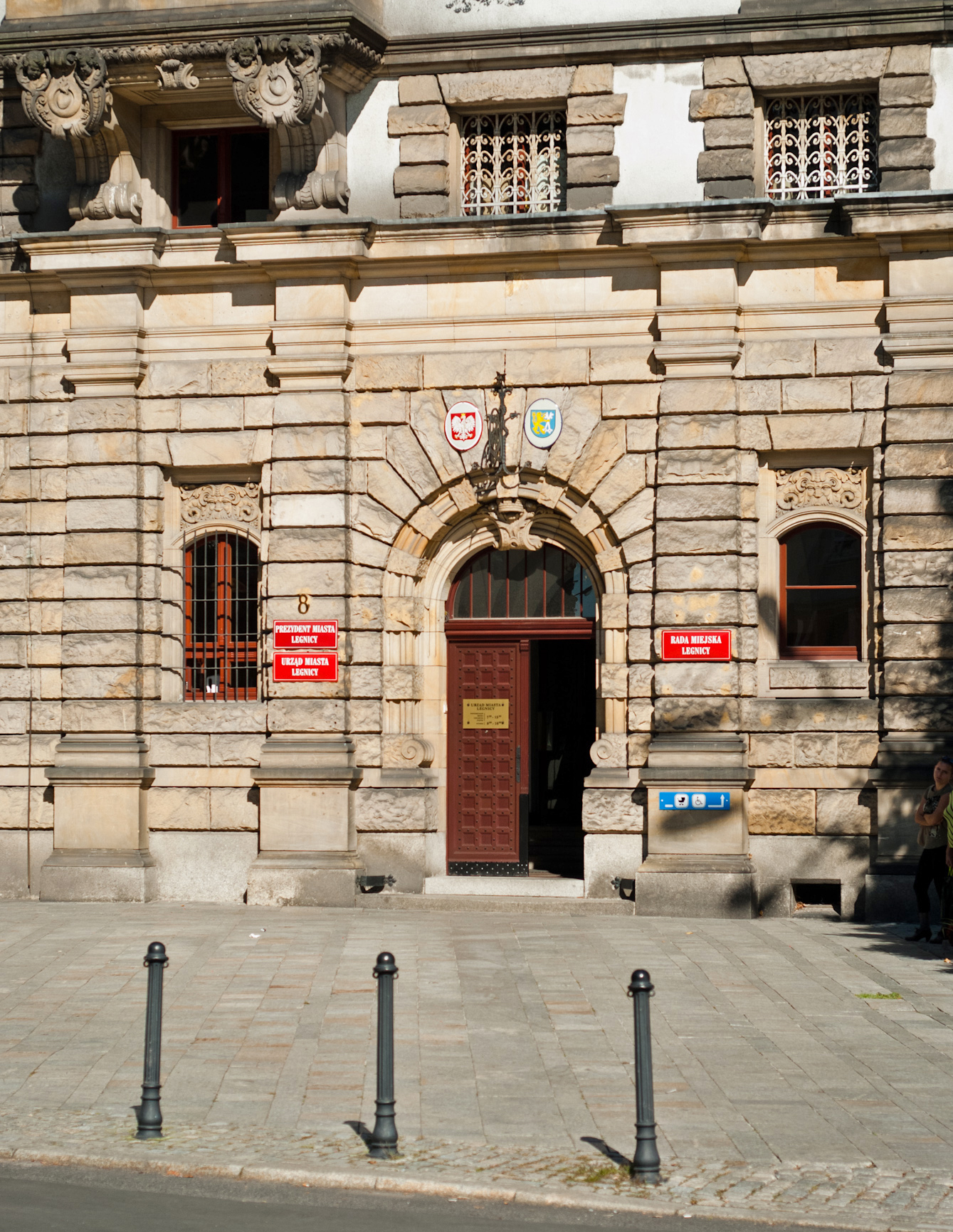